# Ku Sien-čcheng
Ku Sien-čcheng (čínsky pchin-jinem Gù Xiànchéng, znaky tradiční 顧憲成, 1550 – 21. června 1612) byl čínský neokonfuciánský filozof a politik působící v říši Ming, zakladatel akademie Tung-lin a stejnojmenného hnutí.

## Jména
Ku Sien-čcheng používal zdvořilostní jméno Šu-š’ (čínsky pchin-jinem Shūshí, znaky tradiční 叔時) a pseudonym Ťing-jang (čínsky pchin-jinem Jīngyáng, znaky 涇陽). Obdržel posmrtné jméno Tuan-wen (čínsky pchin-jinem Duānwén, znaky 端文).

## Život
Ku Sien-čcheng pocházel z Wu-si (v dnešní provincii Ťiang-su) z obchodnické rodiny. Studoval konfuciánské klasiky, skládal úřednické zkoušky, roku 1576 složil provinční zkoušky jako první v pořadí, roku 1580 složil i nejvyšší stupeň zkoušek, palácové zkoušky a získal hodnost ťin-š’. Následně zahájil úřednickou kariéru jako tajemník na ministerstvu daní.
Patřil ke skupině úředníků kritických k velkému sekretáři Čang Ťü-čengovi, neformálně stojícímu v čele vlády, například při Čangově nemoci roku 1582 s několika kolegy odmítl účast v modlitbách za jeho uzdravení. Roku 1583 rezignoval, po třech letech se vrátil do Pekingu. Za neustávající kritiku nadřízených a panovníka (císaře Wan-liho) byl nakonec vyloučen z úřednického stavu a roku 1594 se vrátil domů.
V té době již dosáhl nemalé popularity, ve Wu-si psal a učil a začal budovat základnu pro ovlivňování administrativy: pořádal debaty o konfuciánském učení v místních klášterech i v rodinném sídle. Na návrh svého přítele Kao Pchan-lunga roku 1604 s mladším bratrem Jün-čchengem otevřel akademii Tung-lin. V akademii pořádal podzimní třídenní konference i pravidelná menší setkání stejně smyšlejících konfuciánů kritických k poměrům ve vládě. Stál v čele akademie, stejnojmenné filozofické školy a politického hnutí. Filozoficky patřil k proudu Čcheng-Ču, odmítal Wang Jang-mingovu tezi o vrozeném dobru, člověk se podle něj dobro musí učit, nesouhlasil ani s jeho ztotožněním srdce/mysli s principem. Byl proti přílišnému soustředění se Wangových stoupenců na vnitřní sebezkoumání, současně se však stavěl i proti striktnímu omezování učení na knižní výuku spojovanému v jeho době s Ču Siho tradicí. Zdůrazňoval, že Ču Si nezanedbával ani učení se od klasiků, ale ani kultivaci vlastní mysli/srdce. Prosazoval ťing-cuo, meditaci, v tradici Čou Tun-iho přístupu.
Zemřel roku 1612, vedení akademie Tung-lin poté převzal Kao Pchan-lung.